# Високи савет тужилаштва Републике Србије
Високи савет тужилаштва Републике Србије је самосталан државни орган који обезбеђује и јемчи самосталност јавног тужилаштва, врховног јавног тужиоца, главних јавних тужилаца и јавних тужилаца у Србији.
Седиште му се налази у Београду.

## Надлежност
Високи савет тужилаштва предлаже Народној скупштини Републике Србије избор и престанак функције врховног јавног тужиоца, именује вршиоца функције врховног јавног тужиоца, бира главне јавне тужиоце и јавне тужиоце и одлучује о престанку њихове функције, одлучује о другим питањима положаја врховног јавног тужиоца, главних јавних тужилаца и јавних тужилаца и врши друге надлежности одређене Уставом и законом.

## Састав
Високи савет тужилаштва чини 11 чланова:
- 5 јавних тужилаца које бирају главни јавни тужиоци и јавни тужиоци
- 4 истакнута правника које бира Народна скупштина Републике Србије
- врховни јавни тужилац
- министар надлежан за правосуђе

Народна скупштина бира четири члана Високог савета тужилаштва међу истакнутим правницима са најмање десет година искуства у правној струци, од осам кандидата које предложи надлежни одбор Народне скупштине, после јавног конкурса, гласовима две трећине свих народних посланика, у складу са законом. Ако Народна скупштина не изабере сва четири члана у року одређеном законом, преостале чланове после истека законом одређеног рока, између свих кандидата који испуњавају услове за избор, бира комисија коју чине председник Народне скупштине, председник Уставног суда, председник Врховног суда, врховни јавни тужилац и заштитник грађана, већином гласова.
Главни јавни тужилац не може бити биран у Високи савет тужилаштва.
Члан Високог савета тужилаштва којег је изабрала Народна скупштина Републике Србије мора бити достојан те функције. Члан Високог савета тужилаштва којег је изабрала Народна скупштина не може бити члан политичке странке. Остали услови за избор и неспојивост са функцијом члана Високог савета тужилаштва којег бира Народна скупштина уређују се законом.
Члан Високог савета тужилаштва бира се на пет година. Исто лице не може бити поново бирано у Високи савет тужилаштва.
Високи савет тужилаштва има председника и потпредседника. Председника Високог савета тужилаштва бира Високи савет тужилаштва међу члановима који су јавни тужиоци, а потпредседника међу члановима које бира Народна скупштина, на пет година.
Чланови Високог савета тужилаштва не могу бити позвани на одговорност за мишљење дато у вези са вршењем функције члана Високог савета тужилаштва и за гласање приликом доношења одлука Високог савета тужилаштва. Чланови Високог савета тужилаштва не могу без одобрења Високог савета тужилаштва бити лишени слободе у поступку покренутом због кривичног дела које су учинили као чланови Високог савета тужилаштва.